# André Dias
André Gonçalves Dias (São Bernardo do Campo, 15 mei 1979) is een Braziliaans voormalig voetballer die doorgaans als centrale verdediger speelde. Zijn laatste club was Lazio Roma, waarvoor hij tussen 2010 en 2014 uitkwam.

## Carrière
Dias speelde voor Paraná Clube, CR Flamengo, Paysandu SC en Goiás EC, voordat hij in 2005 naar São Paulo FC verkaste. Bij die club bleef de verdediger tot en met het kalenderjaar 2009 en hij speelde meer dan honderd duels. Op 1 februari 2010 vertrok Dias naar Europa. Hij tekende bij Lazio Roma, dat 2,5 miljoen euro voor hem had betaald. Naarmate de tijd vorderde, kreeg Dias steeds meer speeltijd en met Giuseppe Biava, Modibo Diakité en Michaël Ciani vormde hij trio's in de defensie van Lazio. In december 2013, na bijna vier jaar in Rome, werd bekend dat hij door de clubleiding gesteund zou worden, mocht er een aanbieding uit zijn vaderland Brazilië komen. Na het aflopen van zijn verbintenis in 2014 was hij clubloos en later zette hij een punt achter zijn carrière.

## Prijzen
São Paulo
- Série A: 2006, 2007, 2008

Lazio
- Coppa Italia: 2012/13